# Seconde Bible de Saint-Martial
La Seconde Bible de Saint-Martial est un manuscrit enluminé de la Bible exécuté vers 1100 à l'abbaye Saint-Martial de Limoges. L'ouvrage est représentatif du style original de l'enluminure limousine qui se développe à l'époque. Elle est conservée à la Bibliothèque nationale de France (Latin 8)

## Historique
La bible est réalisée vers 1100 au sein du scriptorium de l'abbaye Saint-Martial de Limoges. Deux artistes se sont succédé à la réalisation des enluminures. Le premier artiste s'inspire de l'enluminure clunisienne de l'époque et notamment du lectionnaire de Cluny, réalisé quelques années plus tôt. Le second, au style nettement plus original, s'inspire à la fois de style italo-byzantin, venu de Cluny avec des fonds de couleurs bleue et verte et des plis de vêtements emboités, mais aussi de la peinture qui a cours dans le Poitou à la même époque, dans la représentation vivante de ses personnages. Ce style se retrouve dans un autre manuscrit limougeaud : le sacramentaire de Saint-Étienne de Limoges.
En 1730, les chanoines de l'abbaye vendent 204 manuscrits dont celui de la bible à la bibliothèque royale pour la somme de 5000 livres. Le manuscrit reste dans les collections nationales après la Révolution.

## Description
La bible est composée de deux volumes, le premier de la Genèse aux Psaumes, le second du Livre des rois à la fin du Second Testament. Au début de chaque livre, se trouve une lettrine ornée ou historiée. Le premier tome contient 32 lettrines et le second 45.

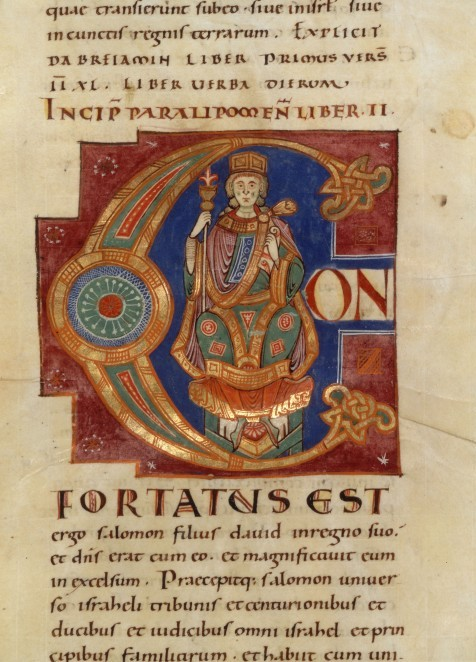
Début du second livre des Chroniques : Salomon
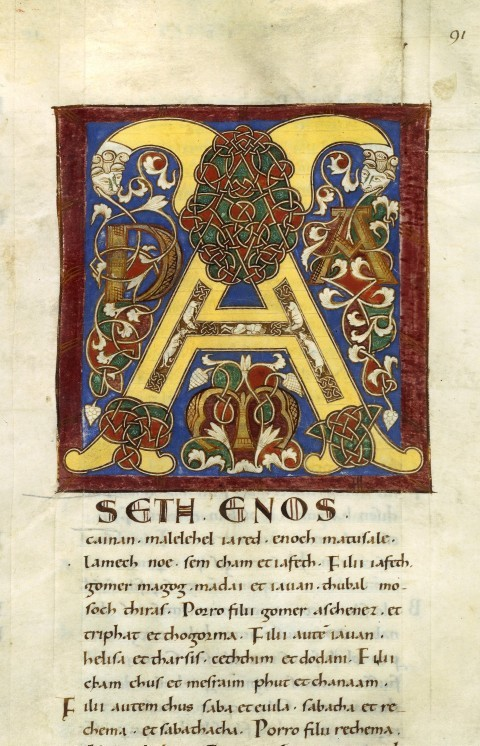
Début du premier livre des Chroniques : initiales ADAM ornées
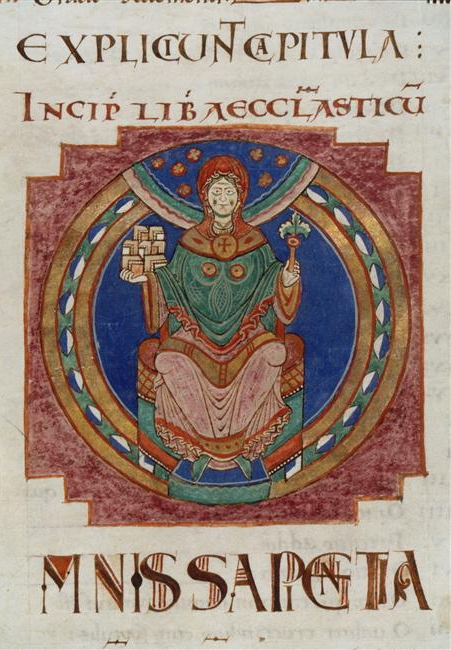
Début du Siracide : la sagesse personnifiée